# Liste der Kulturdenkmäler in Pickließem
In der Liste der Kulturdenkmäler in Pickließem sind alle Kulturdenkmäler der rheinland-pfälzischen Ortsgemeinde Pickließem aufgeführt. Grundlage ist die Denkmalliste des Landes Rheinland-Pfalz (Stand: 27. Juni 2022).

## Denkmalzonen
| Bezeichnung                | Lage                              | Baujahr | Beschreibung | Bild |
| -------------------------- | --------------------------------- | ------- | --- | ---- |
| Denkmalzone Alter Kirchhof | Oberdorfstraße, hinter Nr. 8 Lage |         | Grundstück, auf dem bis 1910 die Kirche stand, ehemaliger kirchlicher Mittelpunkt des Dorfes; Schaftkreuz, bezeichnet 1818 | BW   |

## Einzeldenkmäler
| Bezeichnung                          | Lage                                  | Baujahr                | Beschreibung | Bild                           |
| ------------------------------------ | ------------------------------------- | ---------------------- | --- | ------------------------------ |
| Wegekreuz                            | Alte Dudeldorfer Straße Lage          | 1830                   | barockisierendes Schaftkreuz, bezeichnet 1830 | BW                             |
| Wohnhaus                             | Bademer Straße 4 Lage                 | 1788                   | Wohnhaus, bezeichnet 1788 | BW                             |
| Katholische Filialkirche St. Maximin | Hauptstraße 17 Lage                   | 1843/44                | dreiachsiger Gelbsandstein-Saalbau, 1843/44, Architekt wohl Bauinspektor Wolff, Trier, Sakristeianbau 1901                                                                             | BW                             |
| Hartelsteiner Hof                    | Hauptstraße 18, Spanger Straße 2 Lage | 1788                   | ehemaliges (Hartelsteiner?) Hofgut; zweieinhalbgeschossiges Wohnhaus mit Walmdach, klassizistische Motive, bezeichnet 1788, Scheune bezeichnet 1783 und 1809, in der Giebelwand Spolie | BW                             |
| Quereinhaus                          | Hauptstraße 20 Lage                   | 1773                   | Quereinhaus, Wohnteil bezeichnet 1773, Stallscheune wohl jünger | weitere Bilder Fotos hochladen |
| Hofanlage                            | Hauptstraße 24/26 Lage                | 1788                   | Dreiseithof; Nr. 24 bezeichnet 1788, heutiges Erscheinungsbild aus dem 19. Jahrhundert; Nr. 26 stattliches Wohnhaus, kurz nach 1825; Stallscheune bezeichnet 1873, im Kern älter       | BW                             |
| Wohnhaus                             | Hauptstraße 34 Lage                   | 18. Jahrhundert        | Wohnstallhaus, im Kern aus dem 18. Jahrhundert, Fassade um 1800 | BW                             |
| Portal                               | Oberdorfstraße, an Nr. 6 Lage         | 1843                   | Eingang, Türflügel und Einfassung, bezeichnet 1843 | BW                             |
| Wohnhaus                             | Oberdorfstraße 8 Lage                 | 1804                   | stattliches Wohnhaus, bezeichnet 1804 | BW                             |
| Wegekreuz                            | Schulstraße Lage                      | 1570                   | Nischenkreuz, bezeichnet 1570, neuerer Eisenkorpus | BW                             |
| Wohnhaus                             | Schulstraße 20 Lage                   | frühes 18. Jahrhundert | Wohnhaus mit Figurennische, wohl aus dem frühen 18. Jahrhundert | BW                             |
| Wegekreuz                            | nordöstlich des Ortes Lage            | 1558                   | Schaftkreuz, bezeichnet 1558 | BW                             |
| Wegekreuz                            | nordwestlich des Ortes Lage           | 16[xx]                 | Schaftkreuz, bezeichnet 16[xx], wohl aus der ersten Hälfte des 17. Jahrhunderts, neueres eisernes Abschlusskreuz                                                                       | BW                             |
| Wegekreuz                            | östlich des Ortes an der K 91 Lage    | 1816                   | Wundmale-Balkenkreuz, 1816 | BW                             |
| Wegekreuz                            | westlich des Ortes an der K 91 Lage   | 1835                   | Wundmale-Balkenkreuz, bezeichnet 1835 | BW                             |